# Petronilla de Meath
Petronilla de Meath (voornaam soms ook gespeld als 'Petronella') (ca. 1300 – ca. 1324) was de eerste Ierse vrouw die op de brandstapel belandde. Zij was de dienstmeid van Alice Kyteler die – na de dood van haar vierde echtgenoot – werd beschuldigd van hekserij. Petronilla de Meath is een van de 39 historische vrouwen voor wie de tafel is gedekt in het feministische kunstwerk The Dinner Party van kunstenaar Judy Chicago. 